# Zeitlofs
Zeitlofs est une commune de Bavière (Allemagne), située dans l'arrondissement de Bad Kissingen, dans le district de Basse-Franconie.